# Otxandio
Otxandio város Spanyolországban,  Bizkaia tartományban. Otxandio Abadiño, Aramaio, Legutio, Ubide és Dima községekkel határos. Lakosainak száma 1357 fő (2024).

## Népesség
A település népessége az utóbbi években az alábbiak szerint változott:
| Lakosok száma | 1012 | 1040 | 1182 | 1232 | 1302 | 1297 | 1295 | 1314 | 1336 | 1357 |
|               | 2001 | 2004 | 2007 | 2009 | 2012 | 2014 | 2017 | 2019 | 2022 | 2024 |